# 荒漠沙蜥
荒漠沙蜥（学名：Phrynocephalus przewalskii）为鬣蜥科沙蜥属的爬行动物，为中国特有种。

## 特征
全长约12厘米；上鼻鳞为粒状，比头部背面其他的鳞小；背鳞和腹鳞有强棱，其上散有均匀的小黑点；上、下睑缘鳞的游离缘尖出构成锯齿状，鼻孔内有能自主启闭的瓣膜，耳孔及鼓膜均隐于皮肤内；头顶、四肢上面、脊椎及腹面为暗棕色或近黑色。

## 分布
在中国大陆，分布于内蒙古、宁夏、甘肃、青海、新疆等地，常生活于荒漠 荒漠。其生存的海拔范围为1000至1500米。该物种的模式产地在内蒙古阿拉善沙漠。

## 保护
本种于2023年被收录入《有重要生态、科学、社会价值的陆生野生动物名录》。